# Mercury Rev
A Mercury Rev amerikai indie rock és noise pop együttes. 1989-ben alakult meg a New York-i Buffalóban.   Jelentős szerepet játszik a pszichedélia is a  zenéjükben. A zenekar Deserter's Songs című albuma bekerült az 1001 lemez, amelyet hallanod kell, mielőtt meghalsz című könyvbe.
A zenekart gyakran a The Flaming Lips-hez hasonlítják, hasonló, kísérletezős hangzású zenéjük miatt. A két együttes között vannak kötelékek is: megalakulásuk után nem sokkal Donahue a Flaming Lips másodgitárosa lett, Dave Fridmann pedig a Flaming Lips lemezeinek egyik producere 1990-es In a Priest Driven Ambulance című albumuk óta (az 1993-as Transmissions from the Satellite Heart című lemeznél viszont nem volt producer).
Annak ellenére, hogy pozitív fogadtatásban részesült a munkásságuk (főleg a korai albumaik), a korai lemezeik inkább csak kultikus népszerűséget hoztak az együttesnek.

## Tagjai
- Jonathan Donahue - ének, gitár
- Sean Mackowiak - gitár, klarinét
- Carlos Anthony Molina - basszusgitár
- Jason Miranda - dobok

## Diszkográfia
- Yerself Is Steam (1991)
- Boces (1993)
- See You on the Other Side (1995)
- Paralyzed Mind of the Archangel Void ("Harmony Rockets" néven, 1995)
- Deserter's Songs (1998)
- All is Dream (2001)
- The Secret Migration (2005)
- Snowflake Midnight (2008)
- The Light in You (2015)
- Bobbie Gentry's The Delta Sweete Revisited (2019)
- Born Horses (2024)